# Lesley Roy
Lesley Roy (født 17. september 1986) er en singer-songwriter fra Balbriggan i Dublin, Irland.
Hun underskrev en aftale med et uafhængig irsk pladeselskab og i 2006 underskrev en pladekontrakt med den amerikanske pladeselskab Jive Records.
Hun skulle have repræsenteret Irland ved Eurovision Song Contest 2020 i Rotterdam i Nederlandene med sangen «Story of My Life». Eurovision Song Contest 2020 blev imidlertid aflyst på grund af COVID-19-pandemien.